# Gustav Krojanker
Gustav Krojanker (geb. 1. Juni 1891 in Berlin, gest. 11. Juni 1945 in Jerusalem, Palästina) war ein deutscher Volkswirt, Unternehmer und zionistischer Publizist.

## Leben
Krojanker studierte auf Wunsch seines Vaters Wilhelm, eines Lederwarenhändlers, Volkswirtschaft in Berlin, Freiburg und München. 1914 promovierte er bei Lujo Brentano über „Die Entwicklung des Koalitionsrechts in England“. Er wurde Soldat im Ersten Weltkrieg und war danach bis 1929 Vorstandsmitglied der größten Schuhfabrik Europas, der Conrad Tack & Cie. AG in Burg bei Magdeburg, die seit 1888 sein Vater und nach dessen Tod im Jahr 1924 sein Bruder Hermann geleitet hatten. Anschließend war Krojanker ausschließlich publizistisch tätig.
Seit 1914 gehörte Krojanker dem Präsidium des Kartellverbands Jüdischer Verbindungen (K. J. V.) an, dessen Organ „Der jüdische Wille“ er 1918/19 herausgab. Seine Beiträge erschienen außerdem in „Der Jude“, der „Jüdischen Rundschau“ und der „Jüdischen Revue“. Nach seinem Ausscheiden aus der Schuhfabrik leitete er kurzzeitig den „Jüdischen Verlag und Weltverlag“ (Berlin).
1932 emigrierte Krojanker nach Palästina. Dort heiratete er Ende Januar 1938 die ebenfalls aus Deutschland emigrierte Juristin Edith Epstein. 1938 trat er dort in die Redaktion der Jüdischen Welt-Rundschau ein. Im selben Jahr war er im Auftrag der Jewish Agency for Israel in Deutschland, um Fragen der Übersiedlung von Juden nach Palästina, besonders das Problem des Kapitaltransfers, zu erörtern.
In den 1940er Jahren engagierte er sich in der von Georg Landauer gegründeten Einwanderer-Partei Alijah Chadascha und wurde Schriftleiter ihres Organs „Ammudim“.
Sein Sohn David (geb. 1939 in Jerusalem) ist ein in Israel mehrfach ausgezeichneter Architekt und Architekturhistoriker.

## Schriften (Auswahl)
- Juden in der Deutschen Literatur : Essays über zeitgenössische Schriftsteller. Hrsg. von Gustav Krojanker, Berlin, 1922, online
- Zum Problem des neuen deutschen Nationalismus. Eine zionistische Orientierung gegenüber den nationalistischen Strömungen unserer Zeit, in: Jüdische Rundschau, 1932
- S. Ben Zion: Die Bilu auf dem Wege. Aus dem Hebräischen frei übertragen von Gustav Krojanker, Jerusalem 1935
- Der Transfer: eine Schicksalsfrage der zionistischen Bewegung. Tel Aviv, 1936
- Chaim Weizmann: Reden und Aufsätze 1901–1936. Ausgewählt und eingeleitet von Gustav Krojanker. Berlin, 1937
- Palästina – Land der Hoffnung für Millionen: Gefahr und Rettung: Was die Universität Jerusalem für das Judentum von heute bedeutet, in: Aufbau 1940, S. 13